# Aire protégée de Peak Wilderness
L'aire protégée de Peak Wilderness est une réserve naturelle au Sri Lanka. Le pic d'Adam s'y situe.
L'aire est inscrite au Patrimoine mondial à travers le bien Hauts plateaux du centre de Sri Lanka.